# Elisabeth Friedrichs
Elisabeth Friedrichs, geborene Elisabeth Metelmann (* 1910; † 24. Oktober 1990 in Tübingen) war eine deutsche Bibliothekarin in Tübingen. Ihr Lexikon Die deutschsprachigen Schriftstellerinnen des 18. und 19. Jahrhunderts gilt als Standardwerk.

## Leben und Wirken
Elisabeth Friedrichs war Diplom-Bibliothekarin. Sie arbeitete viele Jahre in verschiedenen Abteilungen an der Universitätsbibliothek Tübingen und ging zum 1. Oktober 1971 in den Ruhestand. Für ihr wichtigstes Werk Die deutschsprachigen Schriftstellerinnen des 18. und 19. Jahrhunderts recherchierte sie zehn Jahre lang und ermittelte biographische Angaben über mehr als 4000 Autorinnen. Außerdem arbeitete sie auch an weiteren wissenschaftlichen Projekten, wie dem Deutschen Literatur-Lexikon mit.

## Publikationen

### Autorin
- Die deutschsprachigen Schriftstellerinnen des 18. und 19. Jahrhunderts. Ein Lexikon (= Repertorien zur Deutschen Literaturgeschichte. Bd. 9). Metzler, Stuttgart 1981, ISBN 978-3-476-00456-7, 388 Seiten (als Vorschau online bei Google Books)
- Lebensbilder-Register. Alphabetisches Verzeichnis der in den deutschen regionalen „Lebensbilder“-Sammelbänden behandelten Personen, 1979
- Literarische Lokalgrößen 1700 – 1900. Verzeichnis der in regionalen Lexika und Sammelwerken aufgeführten Schriftsteller. Metzler, Stuttgart 1967, 439 Seiten

### Herausgeberin
- Leopold Hirschberg: Der Taschengoedeke. Fotomechanischer Neudruck; durchgesehen und ergänzt von Elisabeth Friedrichs. Cotta, Stuttgart, 1961

### Artikel
- Die Lexikon-Heimat der Schriftstellerinnen. Autobiographischer Werkstatt-Bericht. In: die horen. Zeitschrift für Literatur, Kunst und Kritik. 28. 1983, F. 132, S. 98–107
- Bertha von Suttner und der Weltkrieg. In: Wissen und Leben; neue Schweizer Rundschau 10,1. (1916/17), S. 582–588